# Stazione di energia
La stazione di energia, chiamata anche più genericamente caricabatterie industriale o raddrizzatore, è un sistema d'alimentazione in corrente continua.

## Funzionalità
Oltre a convertire in tensione e corrente continue la tensione e corrente alternata prelevata da un sistema di distribuzione, garantisce continuità d'esercizio ai carichi che alimenta. La stazione di energia quindi si serve di accumulatori d'energia di diversa natura, quali le comuni batterie al piombo, per immagazzinare l'energia necessaria ad alimentare il carico a cui è connessa nel caso in cui venga a mancare la sorgente primaria.
La stazione di energia, per la sua funzione, è equiparabile al sistema UPS, comunemente chiamato gruppo di continuità, e si distingue da questo per la natura del carico che essa va ad alimentare; nell'UPS un carico alimentato in corrente e tensione alternate, nelle stazioni di energia un carico alimentato in corrente e tensione continue.

## Peculiarità
La stazione di energia si distingue rispetto ai comuni alimentatori o raddrizzatori per due principali motivi: essa costituisce una sorgente centralizzata d'energia elettrica, ovvero una sorgente d'elevata potenza alla quale vengono connessi più carichi; essa si presenta accoppiata a sistemi d'accumulo d'energia quali le batterie.

## Tecnologia costruttiva
Esistono diversi tipi di tecnologie costruttive per le stazioni di energia, queste sono generalmente legate alle finalità d'utilizzo di queste nonché alle richieste specifiche dei particolari mercati e loro applicazioni.
Molto diffusa oggi è la tecnologia a semiconduttore, che vede l'impiego di dispositivi Tiristore o nei casi più avanzati e moderni l'impiego di dispositivi IGBT.
| Controllo di autorità | LCCN (EN) sh85105986 · J9U (EN, HE) 987007531663405171 |